# Hedriodiscus euchlorus
Hedriodiscus euchlorus är en tvåvingeart som först beskrevs av Gerstaecker 1857.  Hedriodiscus euchlorus ingår i släktet Hedriodiscus och familjen vapenflugor. Inga underarter finns listade i Catalogue of Life.